# Dombron
Dombron är centrala Uppsalas äldsta bro över Fyrisån. 
Den första bron byggdes redan på 1300-talet. Dagens bro är byggd 1760, och namnet syftar på läget nära domkyrkan. Bron ligger strax nedanför det som en gång i tiden var Östra Aros vadställe, mellan den äldsta handelsplatsen och Gamla Uppsala. 
En enklare beskrivning idag är att den ligger nära Upplandsmuseet, med utsikt över kvarnfallet. Vid bron ligger på östra sidan om ån Gamla torget, och på västra sidan Gillbergska genomfarten och Fyristorg. 
Bron finns med i några filmer, bland annat Fanny och Alexander, Den goda viljan och Ärliga blå ögon.